# Осмотрене климатске промене
Узрок климатских промена је неограничено сагоревање фосилних горива - угља, нафте и природног гаса - што су такође и узрочници ослобађања СО2 у атмосферу у све већој мери. Статистичке анализе показују да је настанак екстремних догађаја попут великих пожара, поплава, ерозија земљишта, олуја и таласа тропских врућина повећан због климатских промена.

## Температура
Мерења током последњих 150 година су показала пораст средње глобалне температуре површине Земље. У последњих 100 година загревање износи од 0,45 до 0,74 °C и подељено је у три фазе: од 1900. до 1940. се десило две трећине овог загревања (око 0,35 °C), од 1940. до 1970. глобалне температуре су благо опадале (око 0,1 °C), а од 1970. до данас загревање је још веће од оног на почетку века (око 0,55 °C). Од најтоплијих 10 у последњих 100 година 9 је забележене после 2001, док су најтоплијих пет биле 2010, 2005, 1998, 2003. и 2002. Од 1950. уочено је смањење броја врло хладних дана, а повећање броја екстремно топлих дана. Број дана без мраза се повећао у већини области средњих и високих ширина, што се најчешће манифестује ранијим почетком пролећа. Површина Земље се тренутно загрева просечно 0,18 °C у 10 година..
Промена површинске температуре има значајне регионалне варијације. Највеће загревање је забележено у контненталним деловима Азије и Северне Америке, као и у областима ниских и средњих ширина (нарочито у Пацифику), док се северни део Атлантике, у близини јужног Гренланда, охладио у односу на 1900. годину. Примећено је да се копнене области загревају брже од океана, а такође и зимски месеци у односу на летње. Урбане области (острва топлоте) се брже загревају од руралних због разлике у структури земљишта и повећане потрошње енергије. Тренд повећања температуре је видљив и код минималних и максималних вредности, при чему се минималне брже повећавају. Радиосондажна мерења у периоду од 1985. до 2005. су показала повећање температуре за 0,12 °C у 10 година близу тла, и 0,15 °C на средњој висни тропосфере. У 2005. средња глобална температура на средини тропосфере је била за 0,71 °C виша од просека у периоду од 1961. до 1990. године. Сателитским мерењима од 1979, уочен је пораст температуре средње тропосфере од 0,12 до 0,18 °C у току 10 година. Осим тога, примећено је и значајније хлађење стратосфере после 1979. године, што је последица губљења стратосферског озона који представља топлотни резервоар тог дела атмосфере.

## Падавине
Осматрања су показала промене у количини, интензитету, честини и типу падавина. Изражене дуготрајне промене количине падавина, у периоду од 1900. до 2005. године, забележене су у источним деловима Северне и Јужне Америке, северној Европи, северној и централној Азији (повећање количине падавина), као и у јужној Африци, Медитерану и јужној Азији (смањење количине падавина). Количина падавина изнад копна се од 1900. године глобално повећала за око 2%, иако овај тренд доста варира, како регионално, тако и у току времена. Максимуми падавина изнад копнених области средњих и виших ширина показују пораст од око 0,5 до 1% за 10 година. Изнад већег дела суптропских копнених области, количина падавина се мало смањила, за око 0,3% у току 10 година. Међутим, овај тренд је ослабио у току последњих пар десетина година..
Последица појачаног ефекта стаклене баште је повећање испаравања, тамо где постоји влага на површини (влажно тло и океан), што доводи до повећања количине водене паре у атмосфери. На основу промена у површинској температури мора, процењено је да се количина водене паре у атмосфери изнад окена током 20. века повећала за 5%. Пораст температуре и концетрације водене паре доводи до повећања интензитета падавина, чак и у случајевима када је укупна годишња количина падавина смањена. У областима где аерозагађења заклањају земљу од директног Сунчевог зрачења, смањење испаравања смањује укупну залиху влаге у атмосфери. 
Локалне и регионалне промене у карактеристикама падавина у великој мери зависе и од атмосферске циркулације, која је одређена Ел Нињом и северноатлантском циркулацијом. У Европи су ови ефекти током 90-их година прошлог века довели до повећања падавина у севернијм областима и суше у Медитерану и северној Африци.

## Екстремни догађаји
Током последњих 50 година изнад копнених области минимуми и максимуми температуре су се померили ка вишим вредностима. Више топлих екстрема имплицира више топлотних таласа. Сходно томе, пошто су се падавине изнад копна смањиле, а испаравање се повећало због повећања температуре, увећале су се и области захваћене сушама. Као главни показатељ користи се Палмеров индекс јачине суше (PDSI), који се рачуна на основу месечне укупне количине падавина и средње вредности температуре. PDSI показује тренд појављивања суша на већем копненом делу северне хемисфере, од средине 50-их година прошлог века, са израженим сушењем преко већег дела јужне Европе и Азије, северне Африке, Канаде и Аљаске, и обрнут тренд у источним областима Северне и Јужне Америке. На јужној хемисфери, копнене површине су биле влажне 70-их година, и релативно суве током 60-их и 90-их..
Од средине прошлог века, запажено је повећање броја јаких падавина на средњим ширинама, чак и на местима где се средња количина падавина није повећала. Тренд повећања је такође примећен и за догађаје са врло великом количином падавина, која може довести до поплава. Међутим, ови подаци су регионалног, а не глобалног карактера.
Промене у честини и интензиту тропских олуја урагана су маскирани њиховом великом природном варијабилношћу. Глобалне процене потецијалне деструктивности урагана показују тренд повећања дужине трајања олуја, њиховог интензитета и активности, од средине 70-их година прошлог века. Ови трендови су снажно повезани са повећањем тропских олуја. Од 1970. године, број урагана 4. и 5. категорије се повећао за око 75%. Највеће повећање је осмотрено у северном и југозападном Пацифику и Индијском океану. Број урагана у северном Атлантику је такође изнад нормале у 9 од последњих 11 година, што је кулминирало у рекордној сезони 2005. године, која је имала 27 именованих олуја. 
У вантропским областима, променљивост путања и интензитета олуја је последица атмосферских циркулација великих размера, као што је северноатлантска циркулација. Различита мерења на површини и у вишој тропосфери, током друге половине 20. века, показују повећање олујних активности на северној хемисфери, јачање циркумполарне струје у периоду од децембра до фебруара, и њено померање ка полу.
Осмотрени докази за промене у јаким временским феноменима малих размера (торнадо, град и олује са грмљавином) су локалног карактера и просторно дифузни, тако да се из њих не могу извести генерализовани закључци.

## Топљење снега и леда
Осматрања показују глобално смањивање снежног и леденог покривача, посебно од 1980. године. Снег и лед интерагују са климом на веома комплексан начин, тако да се топљење снежног покривача и глечера јавља и у областима са повећаном количином снежних падавина. Ова чињеница имплицира важност раста температуре ваздуха.
Сателитска мерења снежног покривача на копну, која су континуално спровођена од 1966. године, откривају његово смањивање на северној хемисфери током пролећа, брзином од око 2% у 10 година, и мање промене током јесени и зиме. У великом броју области, ово смањивање се јавило упркос повећању падавина. Иако још увек не постоје довољно поуздана слична мерења леда на копну, бројни локални и регионални извештаји генерално указују на загревање стално замрзнутог слоја у тлу, повећање дебљине отопљеног слоја леда током лета, смањење дубине мржњења тла током зиме у сезонски залеђеним областима и краће трајање сезонског леда на рекама и језерима.
Од 1978. године, сателитска мерења су омогућила константно покривање области под морским ледом у оба поларна региона. На Арктику се средња годишња површина морског леда смањија за 2,7 ± 0,6% за 10 година, а површина летњег леда се смањила за 7,4 ± 2,4% у истом преиоду. Површина Антарктичког морског леда не показује никакаве уочљиве промене. Подаци о дебљини, добијени са подморница показују тањење морског леда од скоро 40% у периоду од 1958. до 1977. и током 90-их година. Међутим, ова процена се никако не може приписати целом арктичком региону.
Највећи пораст температуре забележен је управо у поларним областима. Ово је највећим делом директна последица чињенице да снежни и ледени покривач имају већу рефлексивност (албедо) од океана и копна. Њиховим топљењем повећава се апсорпицја Сунчевог дуготаласног зрачења и долази до загревања. У периоду од 1993. до 2003. године забележено је топљењење копненог леда у поларним областима, што је довело до повећања нивоа мора са годишњим доприносом Гренланда од око 0,2 ± 0,1 мм и Антарктика од 0,2 ± 0,35 мм. Тањење копненог леда је најизраженије у приобалним деловима Гренланда и источним и западним областима Антарктика. 
После 1850. године, примећено је повлачење већине планинских глечера и ледених капа. Иако је већина глечера на северној хемисфери била у приближној равнотежи око 1970. године, после тога је уследило повећано смањивање леда. Топљење планинских глечера и ледених капа у периоду од 1991. до 2004. године доприносило је повећању нивоа мора од 0,77 ± 0,22 мм годишње.